# 1799 Koussevitzky
1799 Koussevitzky este un asteroid din centura principală, descoperit pe 25 iulie 1950, de Goethe Link Obs..